# Need for Speed: Porsche
Need for Speed: Porsche (in anderen Ländern auch Need for Speed: Porsche Unleashed oder Need for Speed: Porsche 2000) ist der fünfte Teil der Rennspiel-Reihe Need for Speed und wurde im Jahr 2000 veröffentlicht.

## Gameplay
Im Gegensatz zu den Vorgängern stehen in diesem Spiel ausschließlich Autos der Marke Porsche zur Verfügung. Dabei sind insgesamt neunzig Wagen aus drei verschiedenen Zeiträumen enthalten. Das Spiel legt mehr Wert auf realitätsgetreue Fahrbarkeit und ist deshalb deutlich simulationslastiger, während die arcademäßige Steuerung der Vorgänger reduziert wurde. Es kommt zwar ein umfangreiches Schadensmodell zum Einsatz, jedoch wurde auf Drängen von der Firma Porsche das realistische und vollkommene Zerstören der Autos unmöglich gemacht. Wie bereits seit dem dritten Teil gibt es auch in der PC-Version wieder die Möglichkeit, online gegeneinander in Rennen anzutreten. Das Spiel kann des Weiteren im Mehrspieler-Modus über ein Netzwerk gespielt werden.
Neben dem sogenannten „schnellen Rennen“, in denen es in verschiedenen Modi darum geht, möglichst Sieger eines einzelnen Rennens zu werden, bilden zwei Karriere-Optionen das Herzstück des Spiels. Während man als „Werksfahrer“ diverse Aufgaben wie Slalomfahren auf Zeit, exakte 360°-Drifts in abgesteckten Bereichen oder ein Rennen ohne Schaden am Auto zu beenden zu erledigen hat, ist es beim „Evolution“-Modus das Ziel, als Rennfahrer mit einem kleinen Startkapital die komplette Entwicklung von den 1950er-Jahren im Porsche 356 bis ins Jahr 2000, mit dem damals neuen Porsche 911 Turbo (996) nachzuvollziehen. Dies geht unter anderem mit dem Kauf von neuen Wagen einher, dem Tunen der eigenen Fahrzeuge und Reparieren derselben nach unfallbehafteten Turnieren. Zudem existiert die Möglichkeit, durch Extrarennen am Ende jedes Zeitraums einen Rennwagen zu gewinnen.

## Porsche 40 Jahre 911

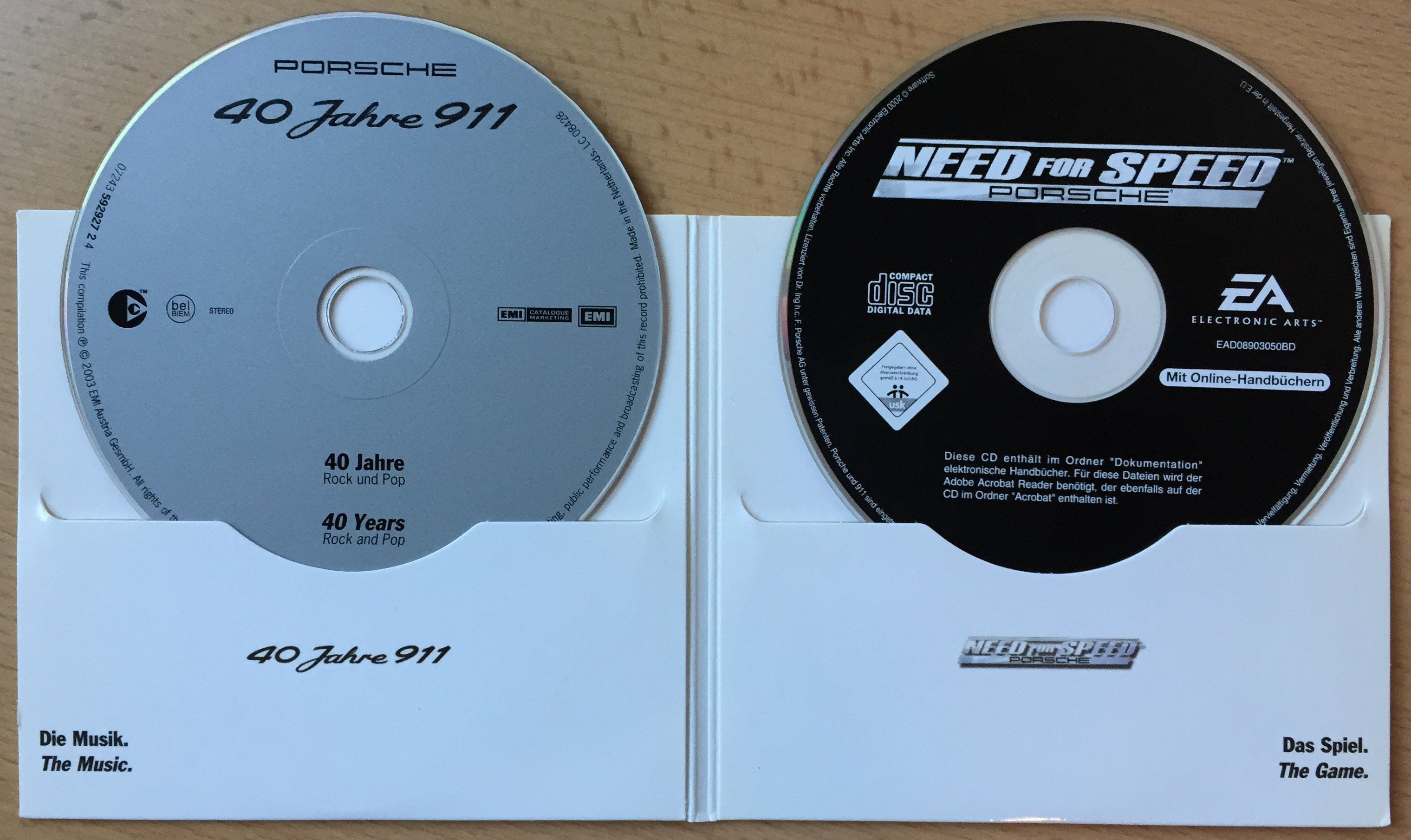
Need for Speed: Porsche – 40 Jahre 911

Am 13. November 2003 erschien in einer Metallbox Need for Speed: Porsche – 40 Jahre 911 in der bis dato unbekannten Version 3.4. Als Extra war eine Audio-CD mit Rock- und Pop-Liedern beigefügt.

### Wagenliste
Die folgenden Wagen sind in diesem Teil in verschiedenen Varianten vorhanden, sodass insgesamt 86 verschiedene Fahrzeuge zur Verfügung stehen.
- Porsche 356
- Porsche 550 A Spyder (1956)
- Porsche 911
- Porsche 911 Typ 964
- Porsche 911 Typ 993
- Porsche 911 Typ 996
- Porsche 911 GT1 Renn-Version (1998)
- Porsche 911 GT2 Renn-Version (1997)
- Porsche 911 GT3Cup (1998)
- Porsche 914/4
- Porsche 928 (1992)
- Porsche 930
- Porsche 935/78 Coupé "Moby Dick" (1978)
- Porsche 944
- Porsche 959 (1987)
- Porsche Boxster Typ 986

### Strecken
Folgende Strecken können in diesem Teil befahren werden:
| - Alps - Autobahn - Auvergne - Corsica - Côte d’Azur | - Monte Carlo (fünf verschiedene Strecken) - Normandie - Pyrenees - Schwarzwald - Zone Industrielle |

### Titelliste der Audio-CD
- Motorensound Porsche 911 (901)
- Queen Another One Bites the Dust
- Free All Right Now
- Janis Joplin Me and Bobby McGee
- Jethro Tull Locomotive Breath
- Canned Heat Let’s Work Together
- Easybeats Friday on My Mind
- Slade Far Far Away
- Hot Chocolate Every 1’s a Winner
- David Bowie & Queen Under Pressure
- Sinéad O’Connor Nothing Compares 2 U
- The Cars Drive
- Simple Minds Don’t You
- Roxette Dressed for Success
- Billy Idol Speed
- Us3 Cantaloop
- Jamiroquai Cosmic Girl
- Motorensound Porsche 911 Turbo (996)

## Rezensionen
Das Spiel wurde in den zum Release aktuellen Tests stark gelobt. Sowohl bei PC Games, als auch bei 4Players wurde zum damaligen Zeitpunkt die Meinung vertreten, dass das Spiel das beste Need for Speed sei, das es bis dahin gegeben habe.
- PC Games: 90 %[1]
- 4Players: 92 %[2]
- GameSpot: 89 %[3]